# Canthus (herpetología)

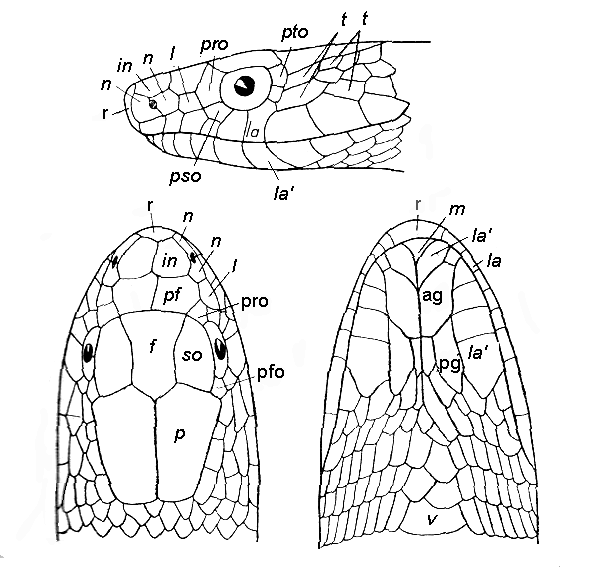
Terminología de las escamas de la cabeza de una Coluber ventromaculatusː
r: rostral,
so: supraocular.

En serpientes y anfibios, el canthus, cresta cantal o canthus rostralis es el ángulo entre la corona plana de la cabeza y el lado de la cabeza entre el ojo y el hocico. Más específicamente, entre la escama supraocular y la escama rostral. Está definido como una cresta afilada en muchos vipéridos, pero se redondea en la mayoría de las serpientes de cascabel, por ejemplo.